# ان-استیل‌گلوکوزامین-۶-سولفاتاز
اِن-استیل‌گلوکوزامین-۶-سولفاتاز (انگلیسی: N-acetylglucosamine-6-sulfatase) یک آنزیم است که در انسان توسط ژن «GNS» کُدگذاری می‌شود. بیماران مبتلا به بیماری سان فلیپوی نوع ۳ دی دچار کمبود این آنزیم هستند. این آنزیم فرایند هیدرولیز ریشهٔ ۶-سولفات از واحدهای ان-استیل-دی-گلوکوزامین ۶-سولفات در مولکول هپاران سولفات و کراتان سولفات را کاتالیز می‌کند.

## عملکرد
اِن-استیل‌گلوکوزامین-۶-سولفاتاز یک آنزیم لیزوزومی است که در تمام سلول‌های بدن یافت می‌شود و در کاتابولیسم هپارین، هپاران سولفات و کراتان سولفات نقش دارد.

## اهمیت بالینی
کمبود این آنزیم سبب تجمع سوبستراهای تجزیه نشده و بروز بیماری بیماری‌های ذخیره‌ای لیزوزومال «موکوپلی‌ساکاریدوز نوع ۳ دی» می‌شود که نادرترین زیرگروه بیماری سان فلیپو است.